# Glenea bedoci
Glenea bedoci är en skalbaggsart. Glenea bedoci ingår i släktet Glenea och familjen långhorningar.

## Underarter
Arten delas in i följande underarter:
- G. b. mussardi
- G. b. bedoci
- G. b. dohertyana
- G. b. rubyana